# Лыткаринский завод оптического стекла
АО Лыткаринский завод оптического стекла (ЛЗОС) — приборостроительное предприятие, расположенное в городе Лыткарино Московской области.
Входит в состав Холдинг Швабе государственной корпорации «Ростех».
Специализируется на выпуске оптического стекла, гражданской оптической продукции, специализированной аппаратуры и оптических приборов для силовых структур.

## История[1]
1 октября 1933 года был подписан приказ № 887/204 Всесоюзного треста оптико-механической промышленности Наркомата тяжёлой промышленности СССР (НКТП) о строительстве в районе деревни Лыткарино Ухтомского района Московской области завода зеркальных отражателей (ЗЗО — название завода до его переименования) для прожекторных установок с зеркалами до 150 см диаметром. Завод начал строиться в 1934—1935 годах.
В 1939 году завод, ещё недостроенный, выпустил свою первую продукцию — пять прожекторных зеркал диаметром 1,5 метра. Аналогичную продукцию, на тот момент, в СССР выпускали только заводы в Ленинграде и Изюме, а рынок зеркал для зенитных и корабельных прожекторов фактически монополизировала немецкая фирма «Карл Цейс». В первые же месяцы войны СССР остался без ключевых производителей материала для производства биноклей, перископов для подлодок, прицелов длязениток и другой важной оптики.
С ноября 1941-го завод в Лыткарине был остановлен, а на случай появления врага его заминировали. Когда к началу 1942-го имеющиеся заготовки стали заканчиваться, было принято решение восстановить производство на Заводе зеркальных отражателей.
После указа Совета народных комиссаров СССР предприятие вернулось в рабочее состояние и в течение 1942 года выпустило 104 прожекторных зеркала, 729 комплектов бронестёкол для самолётов и несколько тысяч призм для смотровых приборов. В течение следующего года — уже более 200 зеркальных полутораметровых отражателей, 1580 комплектов бронестёкол для самолётов «ИЛ-2», «Ла-5», «Як-1», более 67 тыс. клингеров и 140 тысяч призм к танкам Т-34 и Т-70.
И кульминация Победы — в воспоминанияхМаршала Жукова о завершающей стадии Берлинской наступательной операции: «В течение 30-минутного мощного артиллерийского огня противник не сделал ни одного выстрела. В воздух взвились тысячи разноцветных ракет. По этому сигналу вспыхнули 140 прожекторов, расположенных через каждые 200 метров». Каждый из этих 140 прожекторов был изготовлен в Лыткарине специалистами Завода зеркальных отражателей.
В годы войны на заводе было налажено производство бронестекла для самолёта-штурмовика Ил-2.
В июле 1946 года завод был передан в ведение Министерства вооружения СССР. Постановлением Совета Министров СССР была определена новая специализация завода — производство оптического стекла на основе использования оборудования, технологии и опыта работы фирмы «Шотт Йена» (Германия), а также организация нового производства — сложного остекления для герметичных высотных самолётов. Приказом министра вооружения от 27.12.1946 была предусмотрена реконструкция завода. В 1949 году завод получил своё нынешнее наименование: «Лыткаринский завод оптического стекла (ЛЗОС)».
С июня 1947 года директором назначается один из опытнейших директоров оптико-механической промышленности В. О. Сафронов, а главным инженером — И. И. Назаров, видный специалист в области оптического стекловарения.
В 1948 году на заводе был отработан отлив стекла по методу «Шотт», налажен отлив стекла на стол, освоено изготовление крупной астрооптики из стекла «Пирекс». В 1949 году было изготовлено оборудование для трамбовки горшков, вытеснивший немецкий — шликерного литья.
В 1952 году начата организация оптико-механического производства, в первую очередь стеклоёмких приборов типа смотровых призм бронетанковой техники и приборов гражданского назначения.
Продукция ЛЗОС в виде крупногабаритных дисков демонстрировалась в Советском павильоне на Всемирной выставке в Брюсселе ЭКСПО-58 и была удостоена Гран-при.
В 1960 году ЛЗОС начал работы по созданию лантановых и фтортитановых стёкол. В 1961 году осваивается варка сильнокристаллизующегося лантанового стекла.
7 декабря 1960 года Постановлением Совета Министров СССР заводу было поручено организовать совместно с Государственным оптическим институтом (ГОИ) разработку по созданию совершенно нового оптического материала — ситалла — искусственного поликристаллического материала, обладающего высокой однородностью и коэффициентом линейного расширения равного нулю в интервале температур от −60 °C до +120 °C. На заводе в сотрудничестве со специалистами ГОИ и Института стекла (ГИС) были разработаны составы, технология и оборудование для производства ситаллов, заменившие термостойкие стекла, ранее применявшиеся для астрономических зеркал. В связи с развитием инфракрасной техники было освоено производство совершенно нового класса бескислородных (халькогенидных) стёкол, разработанных ГОИ, работающих в диапазоне до 18 мкм, производство изделий из стекла типа ГЛС, активированных неодимом, для оптических квантовых генераторов — ОКГ (лазеров).
В 1964 году заводу было поручено создать новое производство — волоконно-оптических элементов. Многолетним руководителем специальное конструкторско-технологическое бюро (СКТБ) для разработки и освоения производства новых марок оптических стёкол, волоконно-оптических элементов и изделий из них, оптических стеклокристаллических материалов и оптических квантовых генераторов был Игорь Михайлович Бужинский.
В 1960-е годы в Крымской и Бюраканской обсерваториях были построены самые крупные на тот момент отечественные телескопы ЗТШ с зеркалами, изготовленными из заготовок ЛЗОСа. Завод был назначен головным исполнителем по изготовлению заготовки 6-метрового зеркала для Большого телескопа Азимутального (БТА).
Для отливки, отжига и обработки заготовки был построен специальный опытно-производственный цех. Его начальником был назначен Виктор Фёдорович Синяков.
20 ноября 1964 года в течение 5 часов 56 минут была отлита заготовка главного зеркала телескопа. Далее в течение 2 лет отливка отжигалась в электрической печи. Скорость снижения температуры не превышала 0,03 град/час. Отжиг отливки закончился 5 декабря 1966 года. Обработка заготовки велась в течение полутора лет. Только при удалении припуска массой 28 тонн было израсходовано 7000 каратов алмаза. Приёмка заготовки для дальнейшей точной обработки лицевой стороны была произведена специальной комиссией под руководством академика Л. А. Арцимовича 4 сентября 1968 года. Окончательная шлифовка и полировка главного зеркала проводилась специалистами ЛОМО в термостатированном корпусе на уникальном шлифовальном станке, изготовленным Коломенским заводом тяжёлого станкостроения. В июне 1974 года зеркало диаметром 6 метров и весом 42 тонны было готово для проведения аттестации. 10 июля 1974 года комиссией под председательством академика Прохорова А. М. зеркало было принято для установки в телескоп. Транспортировка зеркала к построенной в районе станицы Зеленчукской (Карачаево-Черкесия) обсерватории была осуществлена автомобильно-водным маршрутом и 21 августа зеркало прибыло на место. 30 декабря 1975 года весь комплекс Большого телескопа азимутального был принят в эксплуатацию.
В феврале 1970 года приказом министра было создано производственно-техническое объединение «Рубин», где ЛЗОС был утверждён головным предприятием. Генеральным директором объединения был назначен директор ЛЗОСа Виталий Анатольевич Шестаков. В объединение вошли крупнейшие оптические и оптико-механические заводы страны: ЛЗОС с филиалами в г. Феодосии и г. Белозерске, Изюмский приборостроительный завод (ИПЗ) с филиалом в г. Кадиевке, Никольский завод оптического стекла и художественных изделий из стекла «Красный Гигант», Кузинский механический завод в Вологодской области.
С начала 1970-х годов получает развитие производство товаров народного потребления и медицинской оптики. В 1972 году ЛЗОС начал освоение производства и крупногабаритных линзовых объективов.
ЛЗОСу поручалось изготавливать многие сложные оптические детали, такие как: кварцевые иллюминаторы долгосрочных орбитальных станций «Салют» и космических кораблей «Союз», остекление несущего основные температурные нагрузки при прохождении плотных слоёв атмосферы первого яруса «Бурана», трипель-призмы с секундной точностью для систем локации на большие расстояния, оптические элементы силового тракта лазеров, окна камер СКАТ для Института физики высоких энергий АН СССР и «Людмила» для Объединённого института ядерных исследований — для Серпуховского ускорителя.

## Награды
За заслуги в создании и производстве новой техники и успешное выполнение семилетнего Государственного плана Указом Президиума Верховного Совета СССР от 28.07.1966 коллектив завода был награждён орденом Трудового Красного Знамени.
За ударный труд в 9-й пятилетке, успешное выполнение Государственного плана в 1976 году объединение было награждено орденом Октябрьской Революции.

## Образцы продукции Лыткаринского завода оптического стекла

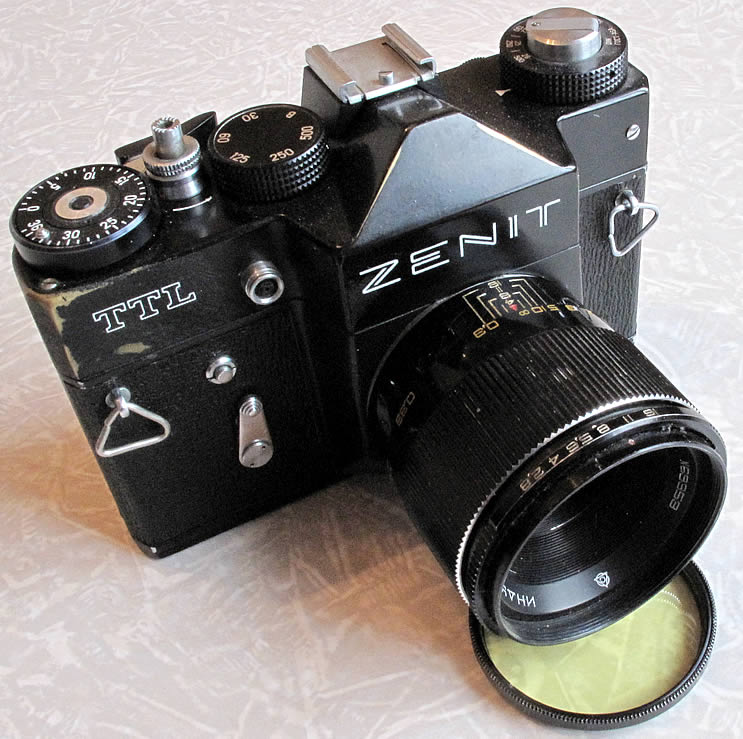
Объектив «Индустар-61 Л/З»
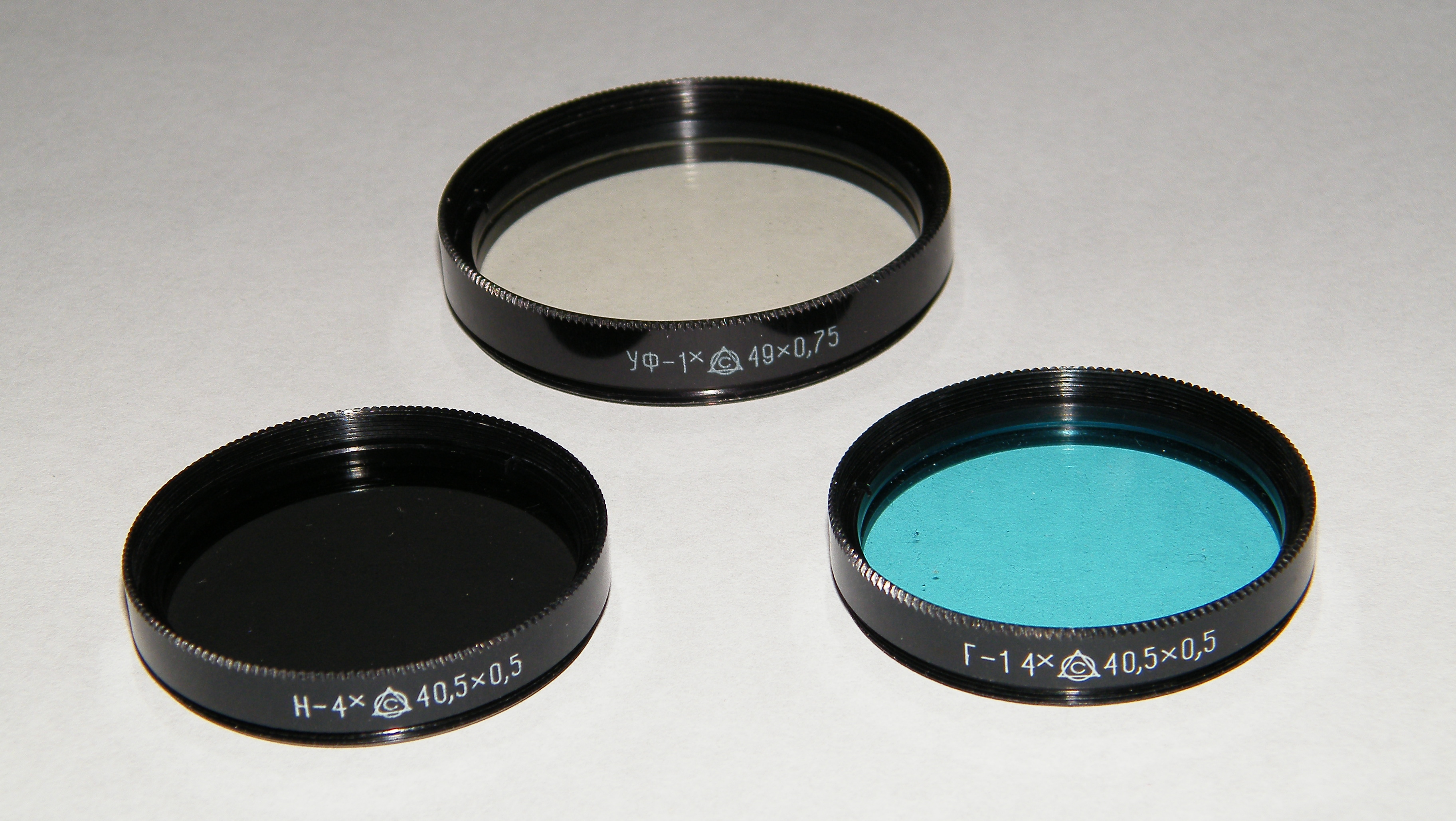
Светофильтры производства ЛЗОС
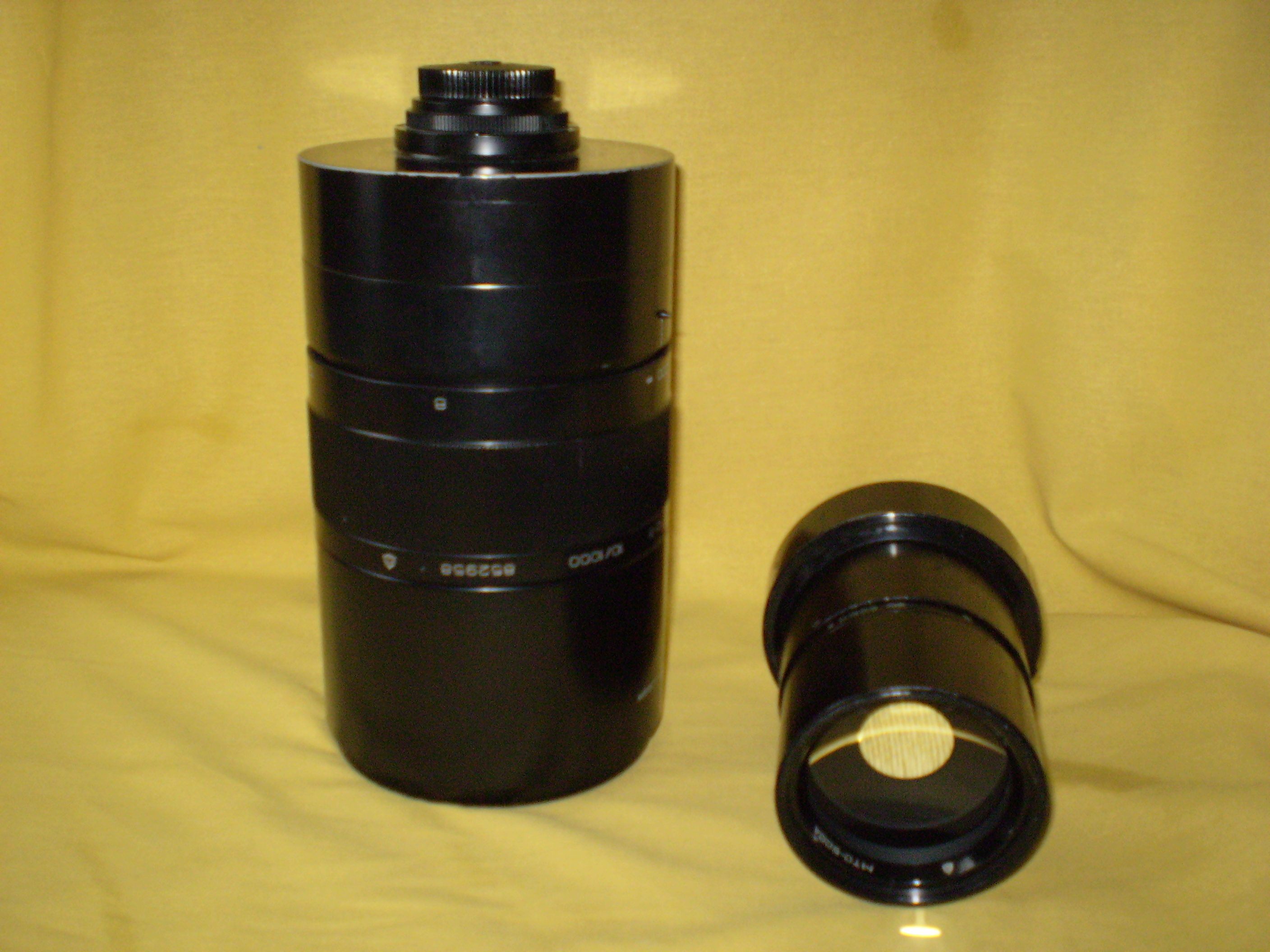
Объективы серии «МТО»
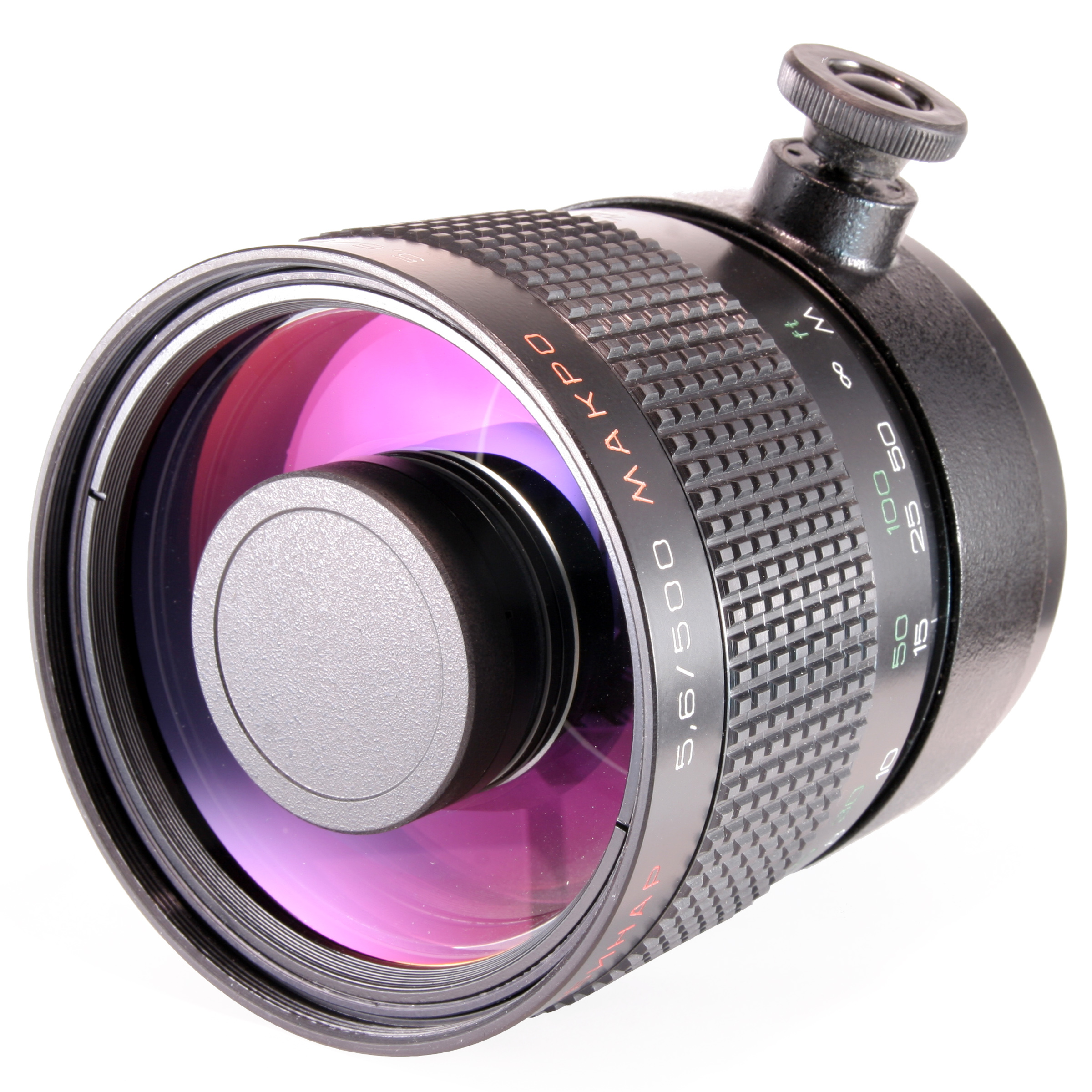
Объектив «Рубинар 5,6/500»